# Novinář

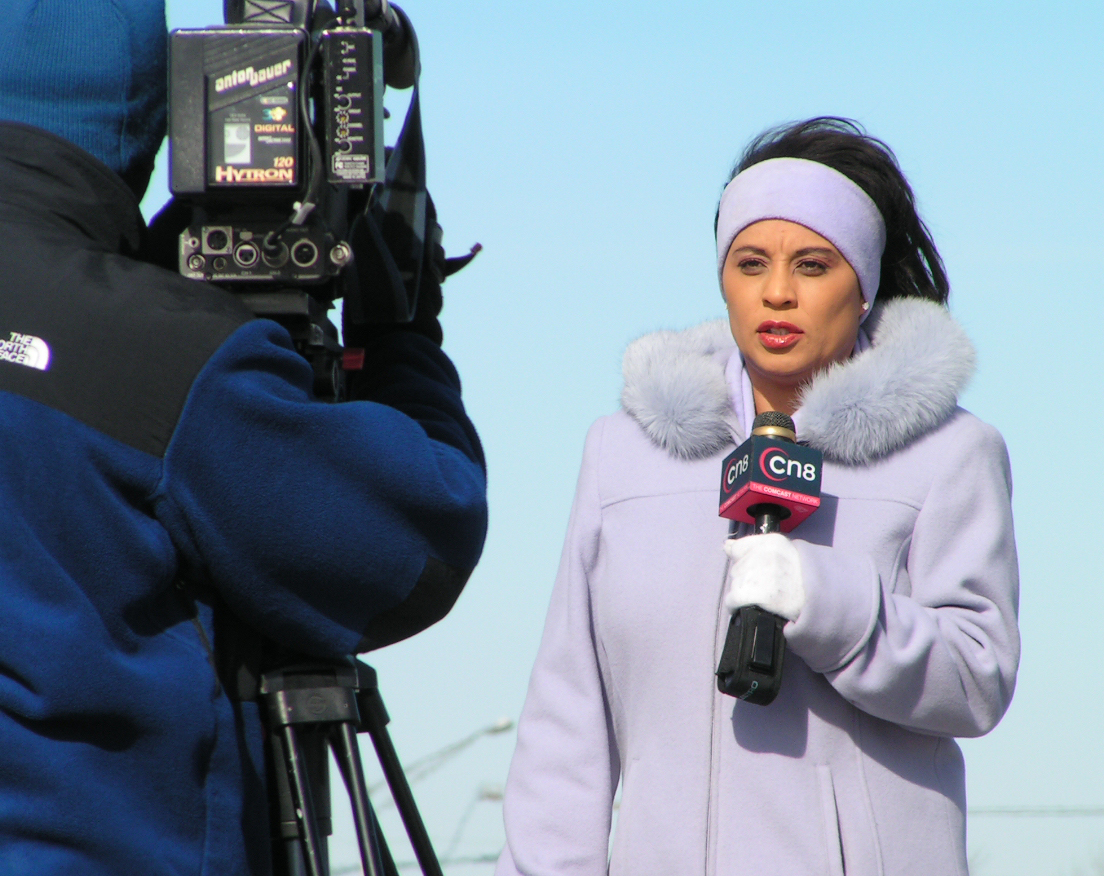
Televizní reportérka před kamerou

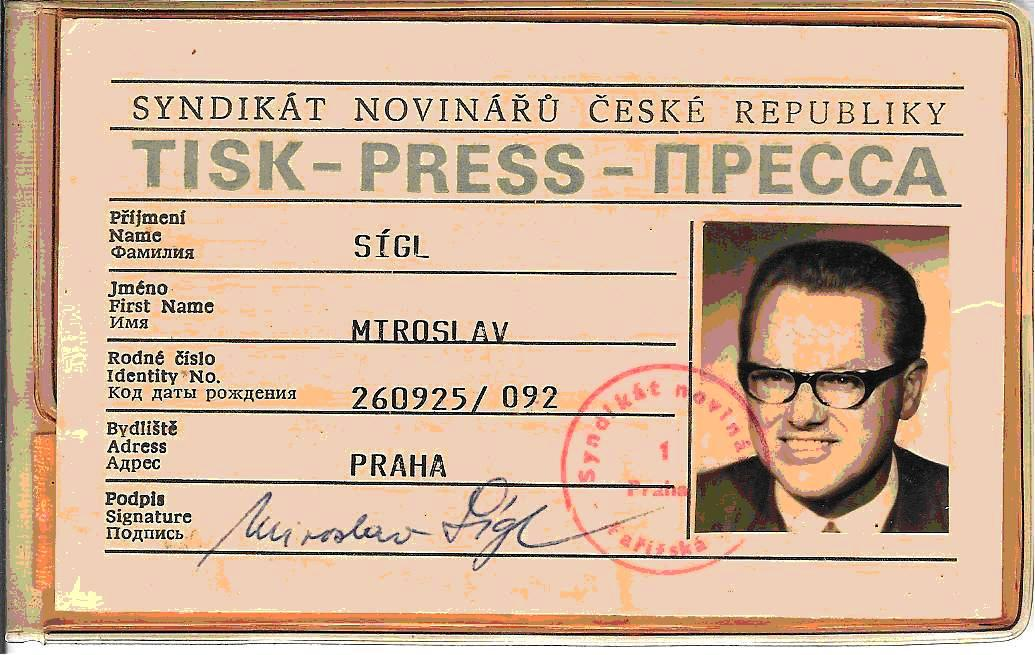
Miroslav Sígl na legitimaci Syndikátu novinářů ČR (konec 90. let).

Novinář / novinářka či žurnalista / žurnalistka je osoba pracující v žurnalistice. Náplní práce je sbírání, ověřování a šíření informací. Označení novinář/ka bylo původně používáno pro člověka píšícího do novin, ale postupně se rozšířilo i na lidi publikující v rozhlase, televizi či na internetu. 
| „                                     | Novinářem ... se rozumí ten, kdo shromažďuje, analyzuje a šíří informace jako profesionál v tištěných nebo elektronických médiích nebo v nich jako profesionál soustavně publikuje své názory anebo novinářské činnosti věnuje převážnou část své pracovní aktivity. | “ |
| — Stanovy Syndikátu novinářů ČR, z.s. | |   |